# William Fitz Osbert
William Fitz Osbert (Londres, data desconhecida - Tyburn, 6 de abril de 1196), também chamado de "Longbeard" ("barba longa" em inglês) ou William "cum barba" ("com barba" em latim) por causa da sua barba marcante, foi um líder de uma revolta que ocorreu em 1196, em Londres. Foi descrito pelos cronistas como "versado em direito".

## Vida anterior
Nasceu em uma família rica de funcionários públicos. Por volta de 1185, herdou as terras de seu pai, algumas das quais ele alugou para seu irmão mais velho. Com a renda do aluguel financiou uma peregrinação à Terra Santa. Tendo sido um dos principais organizadores do grupo de londrinos que participou da Terceira Cruzada, tendo, em 1190, ajudado a combater os mouros em território que atualmente pertence a Portugal.

## Antecedentes da Revolta
No final do século XII, os dirigentes do município de Londres tinha autonomia para decidir como distribuir a carga tributária, desde que a soma exigida pelo Rei fosse reunida no final.
Desse modo, a cidade foi dividida em dois distritos fiscais, cada um com um Conselho Administrativo, que organizava reuniões nas quais era anunciado o valor dos pagamentos exigidos e os presentes buscavam entrar em acordo para saber quanto seria cobrado de cada setor da população e começavam a organizar a arrecadação.
Tanto o processo de deliberação quanto a eventual cobrança da taxa era uma atividade comunitária que exigia que um trabalho conjunto. A cada novo imposto, a forma como a contribuição dos cidadãos seria exigida tinha que ser decidida novamente em tais reuniões.
Desse modo, a tributação provocou conflitos entre vizinhos e exacerbou as tensões existentes, especialmente entre as camadas pobres e ricas da população.
Nas classes mais pobres, o ressentimento em relação aos impostos exigidos estava latente há muito tempo. Eles foram considerados injustamente distribuídos e se sentiram em desvantagem em comparação com a elite burguesa.
O problema se agrava quando ocorriam aumentos de impostos. Em fevereiro de 1188, o Rei Henrique II da Inglaterra passou a exigir um dízimo sobre aluguel que seria utilizado para financiar uma cruzada para recapturar Jerusalém, que, cinco meses antes, havia caído nas mãos das tropas lideradas por Saladino.
Maior parte dos ingleses reprovou essa cobrança que passou a ser apelidada pejorativamente como: o "Dízimo de Saladino " também foi usado no vernáculo.
O filho de Henrique, o Rei Ricardo I da Inglaterra, também conhecido como: Ricardo Coração de Leão sobrecarregou a população com mais tributos, pois precisava de fundos para participar da Terceira Cruzada.
Em 1193, passou a ser exigida uma contribuições dos ingleses para pagar pelo resgate de foram chamados a contribuir para o resgate do Rei Ricardo I, que havia sido aprisionado, no Castelo de Trifels, pelo Rei Henrique VI do Sacro Império Romano-Germânico.
Essa contribuição foi, provavelmente, exigida em duas altas parcelas.
Em abril 1194, teve início a cobrança de um imposto sobre a propriedade de terras aráveis.

## A Revolta
No início de 1196, Osbert tornou-se o porta-voz de um grupo de cidadãos das classes mais pobres que estavam descontentes com as crescentes exigências tributárias.
Em seus discursos, Osbert criticava a distribuição desequilibrada da carga tributária, a forma como o governo de Londres era organizado. Os cronistas descreveram Osbert como um homem "moderadamente educado, mas extraordinariamente eloquente". Em poucas semanas, ele conseguiu reunir cada vez mais pessoas, com o tempo, manifestações em apoio às suas ideias nas ruas de Londres tornaram-se cada vez mais frequentes, inclusive com discursos emocionantes e incendiários na Catedral de São Paulo, ele conseguiu mobilizar as massas e também convencer numerosos membros da classe média de suas ideias. Posteriormente, seus adeptos passaram a fazer juramentos de fidelidade e logo tinha cerca de 52.000 seguidores.
Começaram a surgir tumultos cada vez mais violentos de modo que os manifestantes saquearam armas de depósitos por toda a cidade. Depois disso, começaram a saquear as casas das pessoas mais ricas, ergueram barricadas e destruíram, entre outras coisas, a nave da Catedral de São Paulo.
No entanto, Osbert não estava interessado em derrubar a monarquia. Prova disso é que ele fez uma viagem até a Normandia para se encontrar com o Rei Ricardo I.
Com o agravamento da situação, os cidadãos mais ricos recorreram a Hubert Walter, Arcebispo da Cantuária e o responsável pela garantia da lei e da ordem no reino durante a ausência do rei.
Inicialmente, Hubert procurou quebrar o apoio que alguns mercadores davam a Osbert, para isso emitiu ordens para prender comerciantes londrinos que também serviam mercados fora da cidade. Em decorrência dessas ordens, alguns comerciantes foram presos em Stamford Hill.
No entanto, a iniciativa não surtiu o efeito desejado, razão pela qual Hubert decidiu adotar métodos mais severos.
Por outro lado, Osbert não se sentiu intimidado e continuou a organizar reuniões e manifestações e passou se apresentava como um líder mais exaltado.
No início de abril, Hubert decidiu usar a força para acabar com a agitação, desse modo, enviou dois agentes para prender Osbert, no entanto os apoiadores de Osbert conseguiram impedir que a prisão se consumasse. O clima ficou tenso, e uma batalha de rua se seguiu quando mais homens armados, auxiliados por pessoas mais ricas marcharam para prender Osbert.
Os seguidores de Osbert montaram barricadas na torre da Igreja de Saint Mary-le-Bow. O grupo tinha armas e comida suficientes para resistir por vários dias. Mas os atacantes incendiaram o prédio e isso forçou os seguidores de Osbert a fugir da torre da Igreja, razão pela qual foram imediatamente dominados.
Nesse conflito, Osbert foi atacado com uma faca e ferido no abdômen. Ao mesmo tempo, mais e mais soldados tomavam posições na cidade para impedir que os cidadãos protestassem novamente.
Osbert foi preso na Torre de Londres e submetido a um interrogatório embaraçoso. Depois de alguns dias ele foi rapidamente condenado, arrastado pela cidade atrás de um cavalo e finalmente enforcado acorrentado no local de execução na aldeia de Tyburn junto com nove manifestantes considerados mais leais.
Osbert foi provavelmente o primeiro condenado a morrer neste local de execução oficial da cidade de Londres, que foi usado até 1783.

## Legado
Aos olhos de muitos de seus seguidores, Osbert morreu como mártir, razão pela qual foi reverenciado postumamente de modo semelhante aos santos, tanto que seus seguidores guardavam relíquias ligadas ao seu martírio, como por exemplo a corda utilizada em sua execução. Por essa razão, as autoridades começaram a punir qualquer forma de culto à memória de Osbert.
Em 1259, Matthew Paris, na obra: "Matthaei Parisiensis, Chronica Majora" o descreveu, não mais como um criminoso, mas como um herói.
Sua memória inspirou muitos dos integrantes das camadas mais pobres e médias da população urbana de Londres a não mais se curvar às autoridades sem questionar suas decisões.